# Thomas Fig
Thomas Fig (født 30. marts 1977) er en dansk fodboldspiller, der spiller i Sottomarina Lido

## Biografi
Thomas er forsvarsspiller og har tidligere spillet i bl.a. Vejle Boldklub, Calcio Padova, Bassano Virtus, Monselice.
Han er bror til Henrik Fig.